# Niecki (województwo podlaskie)
Niecki – wieś w Polsce położona w województwie podlaskim, w powiecie białostockim, w gminie Turośń Kościelna.
W latach 1975–1998 miejscowość położona była w województwie białostockim.
Wierni kościoła rzymskokatolickiego należą do parafii św. Antoniego Padewskiego w Niewodnicy Kościelnej.

## Historia
W roku 1727 wieś liczyła 40 mieszkańców.
Niecki należały do dworu w Markowszczyźnie. W 1790 były własnością Wiszowatego.